# Denis Chidi Isizoh

Wappen von Denis Chidi Isizoh als Weihbischof

Denis Chidi Isizoh (* 24. Januar 1956 in Ogbunike, Anambra) ist ein nigerianischer römisch-katholischer Geistlicher und Bischof von Aguleri.

## Leben
Denis Chidi Isizoh empfing am 28. September 1985 durch Erzbischof Stephen Nweke Ezeanya das Sakrament der Priesterweihe für das Erzbistum Onitsha.
Am 6. Februar 2015 ernannte ihn Papst Franziskus zum Titularbischof von Legia und bestellte ihn zum Weihbischof in Onitsha. Die Bischofsweihe spendete ihm Kurienkardinal Francis Arinze am 1. Mai desselben Jahres unter freiem Himmel in der Nähe der Kathedrale von Onitsha. Mitkonsekratoren waren der Erzbischof von Onitsha, Valerian Okeke, und der Erzbischof von Erzbistum Calabar, Joseph Effiong Ekuwem.
Am 8. Juli 2020 berief ihn Papst Franziskus zum Mitglied des Päpstlichen Rates für den Interreligiösen Dialog.
Am 12. Februar 2023 ernannte ihn Papst Franziskus zum ersten Bischof des mit gleichem Datum errichteten Bistums Aguleri. Die Amtseinführung fand am 17. März desselben Jahres statt.